# Ermita de la Sang (Sagunt)
L'ermita de la Sang és una ermita situada a Sagunt (Camp de Morvedre) (València) (Espanya). És l'ermita més gran de les nou ermites que hi ha en tot el municipi.

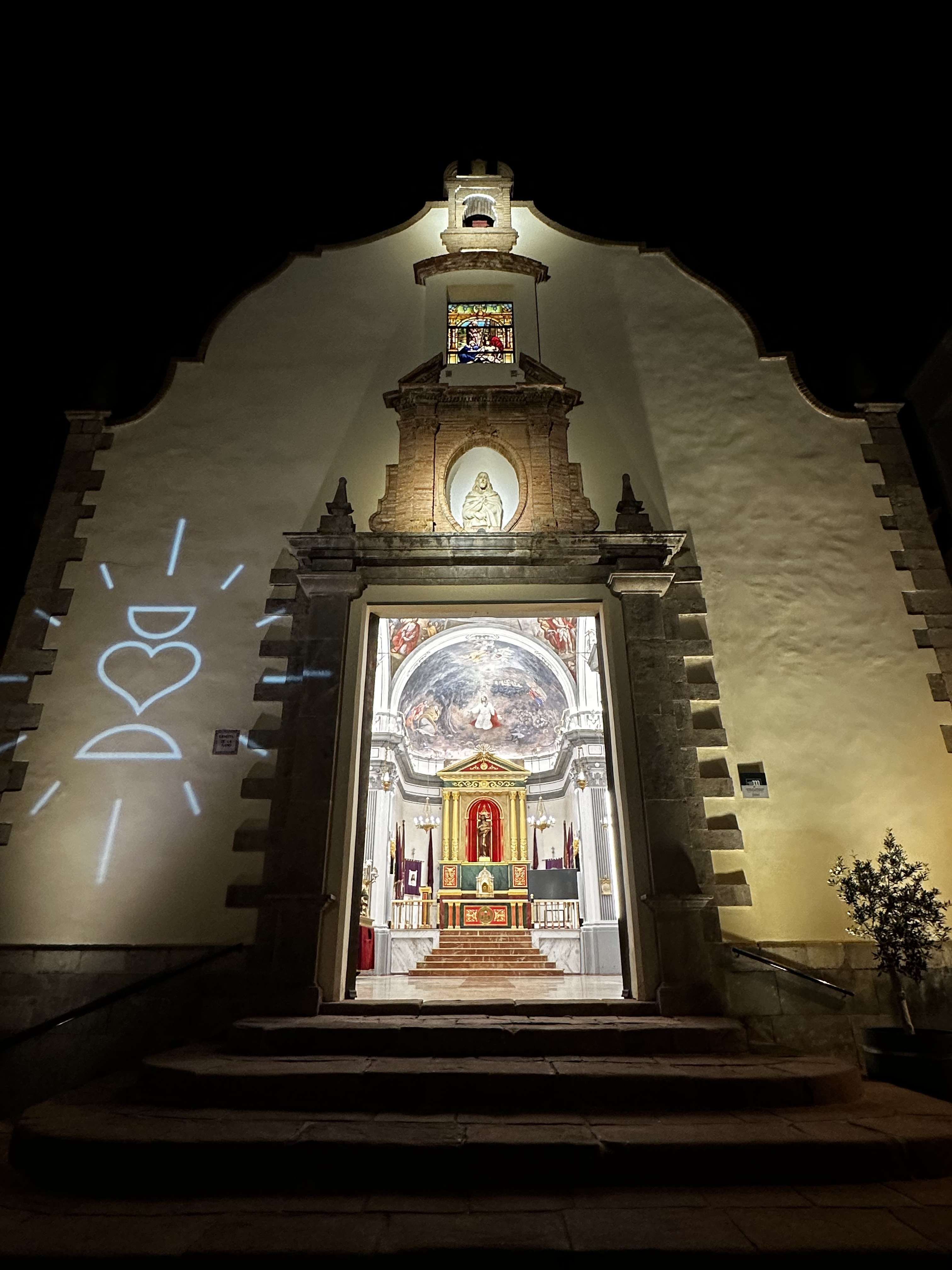
Ermita de la Sang. Vista nocturna.

## Edifici
L'ermita de la Sang va ser construïda en el segle XVII. És un edifici d'estil barroc d'una sola nau, planta de creu llatina i volta de mig punt. En la primera planta es poden observar els passos processionals de la Confraria de la Puríssima Sang del nostre Senyor Jesucrist i la talla gòtica del Crist de la Sang, així com es pot venerar la relíquia del Lignum Crucis en la Capella del Tresor, una estella de la veritable creu de Crist, coneguda com a Vera Creu.

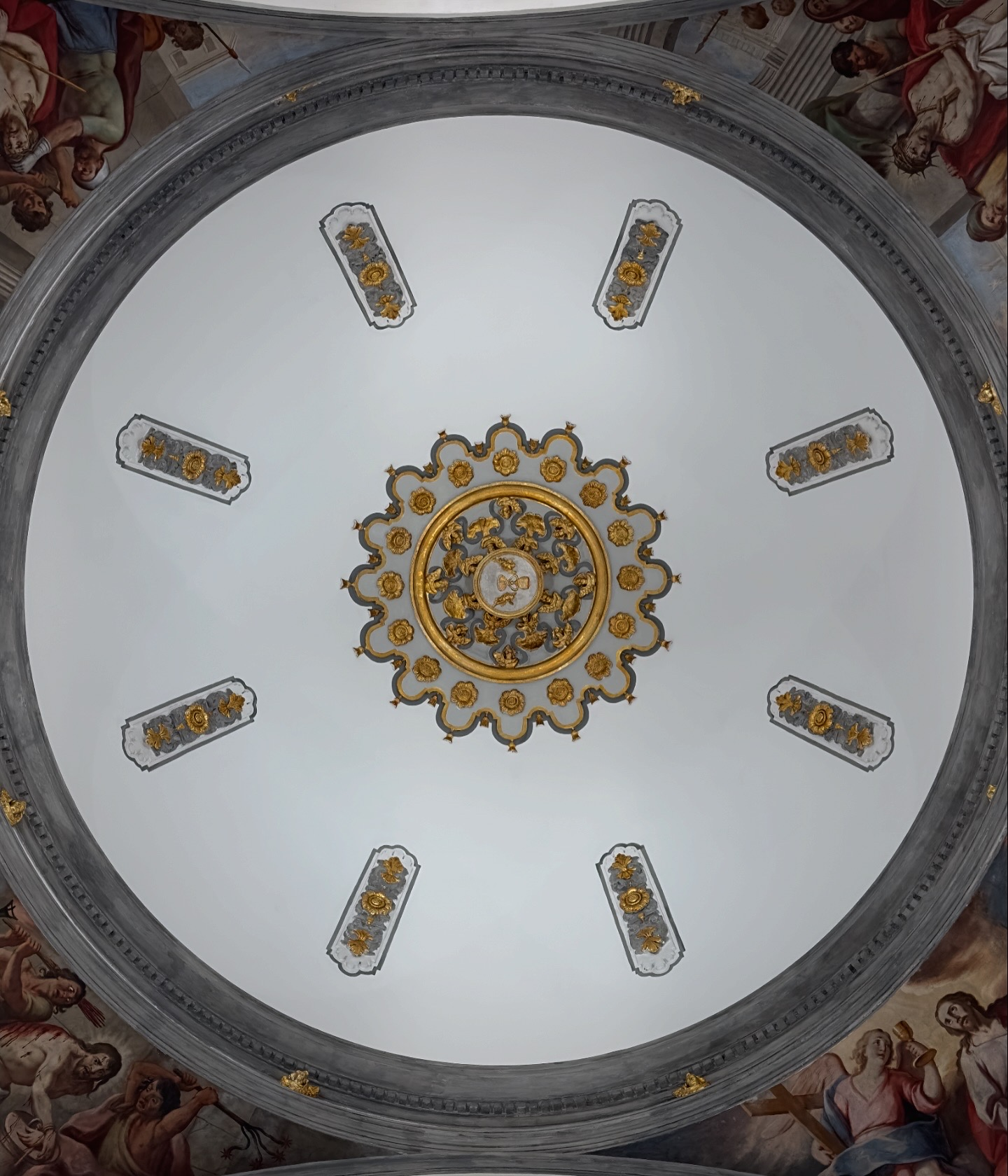
Detall de la clau de la cúpula de l'ermita de la Sang de Sagunt

Entre els anys de 1998 i 2001 es van dur a terme unes intervencions que van retornar a l'edifici la seua imatge més actual. En 2024 s'ha intervingut la zona del creuer i el presbiteri, recuperant els colors originals de les rocalles, paraments murals i ornamentació en algeps i els daurats de la cúpula.
L'ermita de la Sang és també seu de la col·lecció museogràfica de la Confraria de la Puríssima Sang de Nostre Senyor Jesucrist.

## Passos
Estos són els passos que es custodien en l'ermita de la *Sang:
- "La Burreta" o "l'entrà" de les palmes; el sant sopar, el bes de Judes, l'oració de l'hort, els assots, el Natzaré, la Verònica, el Crist de la Bona Pau, el "desenclavament" o davallament, la Dolorosa, la Soledat, el sant sepulcre i la Vera Creu.
Estes imatges sorgixen com a solució a la desaparició, en el segle XIX del drama sacre que va donar lloc a la Festa, la representació en viu de la passió, mort i resurrecció de Jesucrist.